# Lärm
Lärm fue una banda holandesa de Hardcore, formada en 1981.

## Historia
Fue una de las bandas de hardcore punk rápido y ruidoso de su tiempo, pionera del grindcore y del estilo de punk straight edge en Europa, además de fundadores del red ege (straight edge comunista) en los Países Bajos.
Se disolvieron en 1987 y, a continuación, la mayoría de los miembros formaron el grupo Seein' Red, aunque volvieron a juntarse brevemente en 1995 tras haber hecho una compilación de un EP titulado "Extreme Noise Terrorism"
En 2003, se reunieron de nuevo bajo el nombre de Lärm as Fuck, aunque la mayoría de los integrantes aun permanecen en Seein' Red: grabaron algunas canciones y realizaron presentaciones parciales para los seguidores de culto hasta que en 2012 tocaron su concierto de despedida.

## Integrantes
- Meno - voz
- Paul - guitarra
- Dorien - guitarra
- Joss - bajo
- Olav - batería

## Discografía

### Álbumes de estudio
- 1986: "Straight On View"

### EP
- 1986 - "No One Can Be That Dumb"
- 1987 - "Nothing Is Hard in This World if You Dare to Scale the Heights"
- 1995 - "Extreme Noise Terrorism"

### Compilaciones
- 1987 - What Is Punk?
- 1996 - It's All So Quiet on the Eastern Front
- 2005 - Extreme Noise
- 2005 - Off Target
- 2007 - Straight on View / Campaign for Musical Destruction
- 2010 - Lärm